# Daishen Nix
Daishen Nix (Fairbanks, 13 de fevereiro de 2002) é um jogador norte-americano de basquete profissional que atualmente joga no Minnesota Timberwolves da National Basketball Association (NBA) e no Iowa Wolves da G-League.
Nix deixou de jogar basquete universitário e se juntou ao NBA G League Ignite.

## Primeiros anos
Nix nasceu em Fairbanks, Alasca e foi criado em Anchorage, Alasca. Ele jogou basquete pela Mears Middle Schoo. Após a oitava série, aos 13 anos, Nix se mudou para Las Vegas, a conselho de sua mãe, para ganhar mais exposição ao basquete e viver mais perto de sua família extensa.
No ensino médio, Nix jogou pela Trinity International School em Las Vegas. Em seu terceiro ano, Nix teve médias de 19,9 pontos, 6,2 rebotes e 5,1 assistências, levando seu time ao segundo título consecutivo da National Christian School Athletic Association (NCSAA). Ele terminou sua terceira temporada como Jogador do Ano da NCSAA e como o líder de todos os tempos de seu time em pontos, rebotes e assistências. Em 15 de outubro de 2019, no último ano, Nix registrou um triplo-duplo de 45 pontos, 11 assistências e 10 roubos de bola. Em março de 2020, ele dividiu o Prêmio de MVP da Grind Session com Jalen Green.
Em 20 de agosto de 2019, Nix se comprometeu a jogar basquete universitário pela UCLA. Em 13 de novembro de 2019, ele assinou uma Carta Nacional de Intenções com a universidade. Em 28 de abril de 2020, Nix desistiu da UCLA e anunciou que abriria mão de sua elegibilidade universitária para ingressar na NBA G League Ignite.

## Carreira profissional

### NBA G League Ignite (2021)
Em 28 de abril de 2020, Nix assinou um contrato de um ano e US$ 300.000 com a NBA G League Ignite, uma equipe de desenvolvimento afiliada à G-League. Ele explicou sua decisão dizendo: "Acho que foi a coisa certa para mim porque era uma coisa de família e uma coisa minha. Jogar na G-League está basicamente me preparando para o draft da NBA. É apenas um passo abaixo da NBA." Nix teve médias de 8,8 pontos, 5,3 rebotes e 5,3 assistências.

### Houston Rockets (2021–2023)
Depois de não ser selecionado no draft da NBA de 2021, Nix se juntou ao Philadelphia 76ers para a Summer League de 2021. Em 25 de agosto de 2021, ele assinou com o Houston Rockets e em 16 de outubro, eles transformaram seu acordo em um contrato de duas vias. Sob os termos do acordo, ele dividiu o tempo entre os Rockets e sua afiliada da G-League, o Rio Grande Valley Vipers.
Em 15 de fevereiro de 2022, os Rockets converteram o contrato de Nix em um acordo padrão.
Em 29 de junho de 2023, Nix foi dispensado pelos Rockets.

### Minnesota Timberwolves (2023–Presente)
Em 28 de setembro de 2023, Nix assinou com o Minnesota Timberwolves e em 20 de outubro, seu acordo foi convertido em um contrato de duas vias com seu afiliado da G-League, Iowa Wolves.
Em 11 de julho de 2024, Nix assinou outro contrato de duas vias com os Timberwolves.

## Estatísticas da carreira

### NBA

#### Temporada regular
| Ano      | Equipe    | PJ | PT | MPJ  | AP   | 3P   | LL   | RT  | AS  | BR | TO | PPJ |
| -------- | --------- | -- | -- | ---- | ---- | ---- | ---- | --- | --- | -- | -- | --- |
| 2021–22  | Houston   | 24 | 0  | 10.9 | .403 | .269 | .533 | 1.4 | 1.7 | .6 | .0 | 3.2 |
| 2022–23  | Houston   | 57 | 7  | 16.0 | .342 | .286 | .667 | 1.7 | 2.3 | .5 | .1 | 4.0 |
| 2023–24  | Minnesota | 15 | 0  | 3.3  | .375 | .353 | .500 | .2  | .4  | .3 | .0 | 1.8 |
| Carreira | Carreira  | 96 | 7  | 10.0 | .373 | .302 | .566 | 1.0 | 1.4 | .4 | .0 | 3.0 |

## Links externos
- Perfil da NBA G League
- Biografia da Seleção dos EUA